# Ann Dowd
Pour les articles homonymes, voir Dowd.
Ann Dowd, née le 30 janvier 1956 à Holyoke (Massachusetts), est une actrice américaine.

## Biographie
Ann Dowd est principalement connue pour avoir interprété le rôle de Sandra dans le film Compliance (2012), ainsi que pour son rôle de Patti Levin dans la série The Leftovers (2014) et celui de Tante Lydia dans The Handmaid's Tale : La Servante écarlate (2017). Elle a également tenu de nombreux seconds rôles dans diverses productions hollywoodiennes.

## Filmographie partielle

### Cinéma
- 1990 : Green Card : Peggy
- 1992 : Lorenzo (Lorenzo's Oil) de George Miller : la pédiatre
- 1993 : Philadelphia : Jill Beckett
- 1994 : Milliardaire malgré lui : Carole
- 1995 : Max zéro malgré lui : Mrs. Patterson
- 1996 : Shaïlo : Louise Preston
- 1997 : All Over Me : Anne
- 1998 : Un élève doué : Monica Bowden
- 1999 : Les Nouvelles aventures de Shaïlo : L'Amitié retrouvée (en) : Louise Preston
- 2004 : Garden State : Olivia
- 2004 : Un crime dans la tête : Congresswoman Becket
- 2004 : Mémoire effacée : Eileen
- 2005 : The Notorious Bettie Page : Edna Page
- 2006 : Saving Shiloh (en) : Louise Preston
- 2006 : Mémoires de nos pères : Mrs. Strank
- 2007 : Alice dans tous ses états : Tante Sally
- 2007 : Gardener of Eden : Ma Harris
- 2007 : The Living Wake (en) : la bibliothécaire
- 2007 : Les Babysitters : Tammy Lyner
- 2008 : Marley et moi : Dr Platt
- 2009 : L'Honneur d'un Marine : Gretchen
- 2011 : Le Jour où je l'ai rencontrée : Mrs. Grimes
- 2012 : Compliance : Sandra
- 2012 : Bachelorette : Victoria
- 2013 : Gimme Shelter : Kathy
- 2013 : Effets secondaires : la mère de Martin
- 2014 : St. Vincent : Shirley
- 2015 : Que le meilleur gagne (Our Brand Is Crisis) de David Gordon Green : Nell
- 2016 : Captain Fantastic de Matt Ross
- 2018 : Tyrel de Sebastián Silva :
- 2018 : A Kid Like Jake de Silas Howard :
- 2018 : Hérédité (Hereditary) d'Ari Aster : Joan
- 2019 : American Animals de Bart Layton : Betty Jean Gooch
- 2020 : Rebecca de Ben Wheatley
- 2023 : The Exorcist: Believer de David Gordon Green

### Télévision
- 1990 : The Days and Nights of Molly Dodd (en) : Courtney (1 épisode)
- 1991 : New York, police judiciaire : Teresa Franz (saison 1, épisode 21)
- 1994 : The Cosby Mysteries (en) (1 épisode)
- 1994 : Nord et Sud : Maureen (3 épisodes)
- 1994 : New York, police judiciaire : Dorothy Baxter (saison 4, épisode 13)
- 1995 : Chicago Hope: La Vie à tout prix : Eleanor Robertson (1 épisode)
- 1995 : Kingfish: A Story of Huey P. Long (en) : Rose Long (téléfilm)
- 1996 : New York, police judiciaire : Patricia Smith (saison 6, épisode 21)
- 1997-1998 : Une sacrée vie (en) : Sœur Maureen "Mo" Brody (20 épisodes)
- 1999 : Providence : Mary (1 épisode)
- 1999 : X-Files : Aux frontières du réel : Mrs. Reed (1 épisode : À toute vitesse)
- 2000 : New York Police Blues : Ann Collins (1 épisode)
- 2000 : Freaks and Geeks : Cookie Kelly (2 épisodes)
- 2000 : Amy : Mrs. Schleewee (2 épisodes)
- 2001 : The Education of Max Bickford (en) : Jean (1 épisode)
- 2001 : New York, unité spéciale : Louise Durning (saison 2, épisode 13)
- 2002-2003 : New York 911 : Sergent Beth Markham (3 épisodes)
- 2003 : New York, unité spéciale : Sally Wilkens (saison 4, épisode 25)
- 2003 : New York, police judiciaire : Dr. Beth Allison (saison 14, épisode 9)
- 2004 : Dr House : la mère supérieure (saison 1, épisode 5)
- 2004 : New York, section criminelle : Laurie Manotti (saison 4, épisode 9)
- 2005 : New York, cour de justice : Karen Ames (saison 1, épisode 4)
- 2009 : New York, unité spéciale : Lilian Siefeld (saison 10, épisode 15)
- 2011 : Pan Am : Marjorie Lowrey (1 épisode)
- 2013 : Masters of Sex : Estabrooks Masters
- 2014 : The Leftovers : Patti Levin
- 2014 : Big Driver (téléfilm) : Ramona Norville
- 2014 : True Detective : Betty
- 2016 : Quarry : Naomi
- 2016 - 2017 : Good Behavior : Rhonda Lashever
- 2017 : The Handmaid's Tale : La Servante écarlate : Tante Lydia

## Distinctions

### Récompenses
- 84e cérémonie des National Board of Review Award 2012 : Meilleure actrice dans un second rôle dans un drame pour Compliance (2012).
- 9e cérémonie des St. Louis Film Critics Association Awards 2012 : Meilleure actrice dans un second rôle dans un drame pour Compliance (2012).
- Festival international du film de Santa Barbara 2013 : Lauréate du Prix Virtuoso dans un drame pour Compliance (2012).
- 69e cérémonie des Primetime Emmy Awards 2017 : Meilleure actrice dans un second rôle pour The Handmaid's Tale : La Servante écarlate (2017-).
- Film Independent Spirit Awards 2022 : Lauréate du Prix Robert Altman de la meilleure distribution dans un drame pour Mass (2021) partagée avec Fran Kranz, Henry Russell Bergstein, Allison Estrin, Kagen Albright, Reed Birney, Michelle N. Carter, Jason Isaacs, Martha Plimpton et Breeda Wool.
- 2022 : Houston Film Critics Society Awards de la meilleure actrice dans un second rôle dans un drame pour Mass (2021).
- 2022 : North Carolina Film Critics Association Awards de la meilleure actrice dans un second rôle dans un drame pour Mass (2021).
- 2022 : Music City Film Critics' Association Awards de la meilleure actrice dans un second rôle dans un drame pour Mass (2021).
- 2022 : Kansas City Film Critics Circle Awards de la meilleure actrice dans un second rôle dans un drame pour Mass (2021).
- 2022 : Critics Association of Central Florida Awards de la meilleure actrice dans un second rôle dans un drame pour Mass (2021).
- 2022 : Vancouver Film Critics Circle Awards de la meilleure actrice dans un second rôle dans un drame pour Mass (2021).

### Nominations
- 33e cérémonie des Boston Society of Film Critics Award 2012 : Meilleure actrice dans un second rôle dans un drame pour Compliance (2012).
- 18e cérémonie des Dallas-Fort Worth Film Critics Association Awards 2012 : Meilleure actrice dans un second rôle dans un drame pour Compliance (2012).
- 6e cérémonie des Detroit Film Critics Society Awards 2012 : Meilleure actrice dans un second rôle dans un drame pour Compliance (2012).
- 16e cérémonie des Toronto Film Critics Association Awards 2012 : Meilleure actrice dans un second rôle dans un drame pour Compliance (2012).
- pour Compliance (2012).
- 2012 : Village Voice Film Poll de la meilleure actrice dans un second rôle dans un drame pour Compliance (2012).
- 8e cérémonie des Utah Film Critics Association Awards 2012 : Meilleure actrice dans un second rôle dans un drame pour Compliance (2012).
- 18e cérémonie des Critics' Choice Movie Awards 2013 : Critics' Choice Movie Award de la meilleure actrice dans un second rôle dans un drame pour Compliance (2012).
- 28e cérémonie des Independent Spirit Awards 2013 : Meilleure actrice dans un second rôle dans un drame pour Compliance (2012).
- 16e cérémonie des Online Film Critics Society Awards 2013 : Meilleure actrice dans un second rôle dans un drame pour Compliance (2012).
- 39e cérémonie des Saturn Award 2013 : Meilleure actrice dans un drame pour Compliance (2012).
- 69e cérémonie des Primetime Emmy Awards 2017 : Meilleure actrice invitée dans une série télévisée dramatique pour The Leftovers (2014-2017).
- 70e cérémonie des Primetime Emmy Awards 2018 : Meilleure actrice dans un second rôle pour The Handmaid's Tale : La Servante écarlate (2017-).
- 73e cérémonie des Primetime Emmy Awards 2021 : Meilleure actrice dans un second rôle pour The Handmaid's Tale : La Servante écarlate (2017-).
- 2022 : EDA Awards de la meilleure actrice dans un second rôle dans un drame pour Mass (2021).
- 2022 : Austin Film Critics Association Awards de la meilleure actrice dans un second rôle dans un drame pour Mass (2021).
- 75e cérémonie des British Academy Film Awards 2022 : Meilleure actrice dans un second rôle dans un drame pour Mass (2021).
- Chlotrudis Awards 2022 : Meilleure actrice dans un second rôle dans un drame pour Mass (2021).
- 27e cérémonie des Critics' Choice Movie Awards 2022 : Meilleure actrice dans un second rôle dans un drame pour Mass (2021).
- 2022 : Días de Cine Awards de la meilleure actrice étrangère dans un drame pour Mass (2021).
- DiscussingFilm Critics Awards 2022 : Lauréate du Prix du Jury de la meilleure actrice dans un second rôle dans un drame pour Mass (2021).
- 2022 : Georgia Film Critics Association Awards de la meilleure actrice dans un second rôle dans un drame pour Mass (2021).
- 2022 : Gold Derby Awards de la meilleure actrice dans un second rôle dans un drame pour Mass (2021).
- 2022 : Online Film & Television Association Awards de la meilleure actrice dans un second rôle dans un drame pour Mass (2021).
- 2022 : San Diego Film Critics Society Awards de la meilleure actrice dans un second rôle dans un drame pour Mass (2021).
- 2022 : Seattle Film Critics Society Awards de la meilleure actrice dans un second rôle dans un drame pour Mass (2021).
- 2022 : Online Film Critics Society Awards de la meilleure actrice dans un second rôle dans un drame pour Mass (2021).

## Voix françaises
| - Anne Plumet dans : - Compliance - Hérédité - The Handmaid's Tale : La Servante écarlate - American Animals - Rebecca - The Independent (en) - Josiane Pinson dans : - Un élève doué - The Leftovers (série télévisée, 2e voix) - Quarry (série télévisée) - Marie-Madeleine Burguet-Le Doze dans : - Gimme Shelter - The Leftovers (série télévisée, 1re voix) - True Detective (série télévisée) - Marie-Martine dans (les séries télévisées) : - Une sacrée vie (en) - Pan Am | - Colette Venhard dans : - The Informant! - Good Behavior (en) (série télévisée) Et aussi - Régine Teyssot dans Philadelphia - Pascale Vital dans Un intrus dans la famille - Brigitte Virtudes dans Garden State - Marie-Laure Beneston dans Saving Shiloh (en) - Élisabeth Wiener dans Effets secondaires - Caroline Jacquin dans Olive Kitteridge (série télévisée) - Coco Noël dans Détour mortel - Françoise Vallon dans Que le meilleur gagne - Cathy Cerdà dans Captain Fantastic - Denise Metmer dans Beauté cachée - Isabelle Leprince dans L'Exorciste : Dévotion |